# 草原三省
草原三省（英語：Prairie Provinces）指加拿大中西部的艾伯塔、薩斯喀徹溫和马尼托巴三个省。因为这三省人口相对密集的南部地区位于北美大草原的北端——即所谓的加拿大草原而得名。而这三省的北部人口密度很低，地形崎岖且长年被森林覆盖。这一区域的草原地带处于北美内陆平原地区。虽然草原地带一直延伸至不列颠哥伦比亚省北部，但从政治学的角度来说这片区域并不属于草原三省。

## 定義
大草原一般是指地理學上的一種草原，而合乎大草原的定義只有艾伯塔和薩斯喀徹溫南部地區。可是大草原一詞也可指加拿大內陸平原，和美國的大平原有著相同的特點。

## 人口与面积
根据2011年加拿大人口普查的结果，草原三省共有5,886,906人，其中艾伯塔省3,645,257人，曼尼托巴省1,208,268人，萨斯喀彻温省1,033,381人，与2006年相比增长了8.9%。草原三省的总面积为1,780,650.6 km2（687,513.0 sq mi），其中艾伯塔省为640,081.87 km2（247,136.99 sq mi），曼尼托巴省为552,329.52 km2（213,255.62 sq mi），萨斯喀彻温省为588,239.21 km2（227,120.43 sq mi）。

### 增长
得益于石油的开采，草原三省的人口自20世纪中叶开始迅速增长。根据2016年统计机构的数据，草原三省的总人口为6,748,280，与2011年相比增长了14.6%。

## 经济

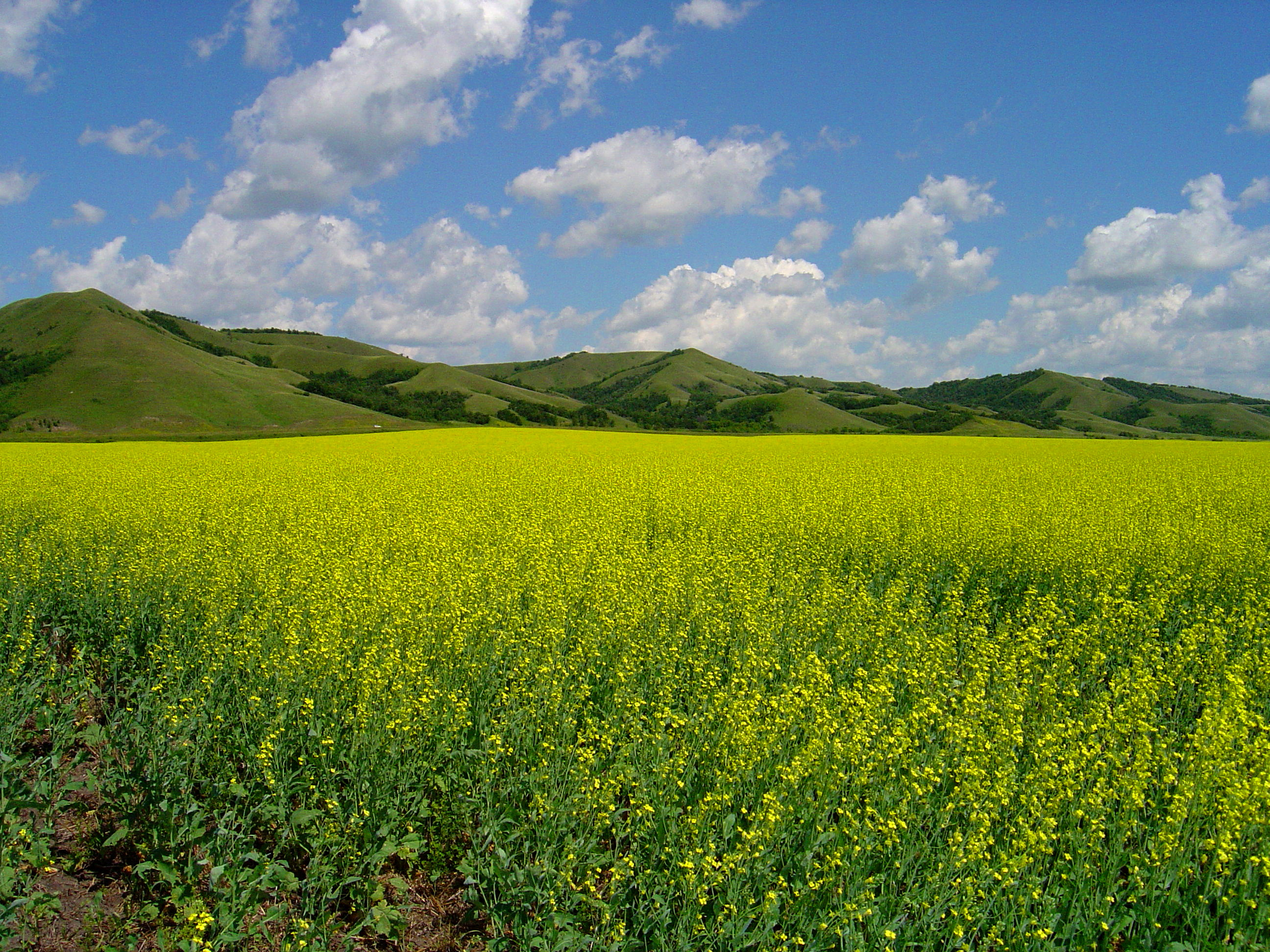
萨斯喀彻温省南部山谷的油菜田

草原三省的主要产业为农业，主要生产小麦、大麦、芥花籽油、燕麦和牲畜。另外，位于草原三省的艾伯塔盛产焦油砂。三省的化工和农产品加工也相当成熟。